# Feofitina

Feofitina a, és a dir clorofil·la a sense l'ió Mg^{2+}.

La feofitina , (en anglès: Pheophytin  o phaeophytin, abreujat Pheo) és un compost químic i un pigment fotosintètic que serveix com primer portador d'electrons intermedi en la cadena de transport electrònic del fotosistema II (PS II) en plantes, i el centre de reacció fotosintètic (RC P870) que es troba en els bacteris porpra. En tots dos PS II i RC P870, la llum condueix electrons des del centre de reacció a través de la feofitina, la qual passa els electrons a quinona (QA) en RC P870 i RC P680.

## Estructura
Des del punt de vista de la bioquímica la feofitina és una molècula de clorofil·la que no té l'ió central Mg2+. La feofitina a és com la clorofil·la a sense l'ió magnesi central i la feofitina b és com la clorofil·la b sense l'ió magnesi central

## Història i descobriment
A la dècada de 1970 els científics Karapetyan i Klimov van fer experiments per demostrar que era la feofitina i no la plastoquinona la que servia d'acceptor d'electrons principal en el fotosistema 

## Relació amb el processament d'aliments
En la cultura occidental el color verd brillant dels aliments es prefereix al color verd fosc oliva en les verdures cuites. La presència de feofitina és la causa de la presència d'aquest segon color. La feofitina es pot produir per coure els aliments en ambient àcid o per una cocció perllongada. Per minimitzar la producció de feofitina es pot coure els aliments sense tapar (ja que així s'alliberen els àcids volàtils que formen feofitina) i també coure en menys temps.